# Geschäftskontrolle
Geschäftskontrolle (Abkürzung 'GeKo') bezeichnet im Allgemeinen die Gesamtheit aller Konzepte im Zusammenhang mit der kontrollierten Bearbeitung von Geschäften in der öffentlichen Verwaltung und im Speziellen Anwendungssoftware dazu. Der am ehesten entsprechende Begriff in Deutschland wäre die E-Akte. Dabei sind Geschäfte vielfältiger Art Objekt der Bearbeitung, wie z. B. Baugesuche, Anfragen von Bürgern oder Journalisten, Gesetzesvorlagen, Beschwerden oder Rekurse. Beispiele für Ziele der kontrollierten Bearbeitung sind
- das Einhalten von gesetzlichen und anderen Fristen
- die Überwachung des Arbeitsfluss' (Workflow) und dabei insbesondere das Identifizieren von Engpässen
- das statistische Auswerten der Gesamtzahl aller Geschäftsfälle über einen längeren Zeitraum mit der Absicht, Über- oder Unterkapazitäten zu identifizieren.

Eine Anwendungssoftware für die Geschäftskontrolle erlaubt es
- Geschäfte resp. Geschäftsfälle inkl. Meta-Daten
- Dokumente und Dateien
- Adressen der Geschäftsbeteiligten
- ein- und ausgehende E-Mails
- Workflows

zu verwalten. Neben dem Begriff 'Geschäftskontrolle' wird gelegentlich auch der Begriff 'Geschäftsverwaltung' GEVER verwendet.

## GeKo-Software
Geschäftskontrolle wird meistens mittels Anwendungssoftware umgesetzt. Einfachste Lösungen bestehen aus einer Spreadsheet-Tabelle. Ausgewachsene Lösungen beinhalten Workflow-Engines, leistungsfähige E-Mail-Schnittstellen für aus- und eingehende E-Mail sowie enge Integration von Textverarbeitungs- und Fakturierungsfunktionen. Es gibt mittlerweile auch eine Reihe von GeKo-Standard-Paketen.

## Schwierigkeiten in der Praxis
Bekannt sind folgende Schwierigkeiten:
- Mangelnde Bereitschaft der einzelnen Organisationseinheiten der öffentlichen Verwaltung zur übergreifenden Zusammenarbeit
- hohe Komplexität der Software für gelegentliche Anwender
- bloß rudimentäre Integration von E-Mail-Funktionen